# Matafelon-Granges

Matafelon-Granges este o comună în departamentul Ain din estul Franței.